# Filippo Maria Renazzi
Filippo Maria Renazzi (Rome, 1745 - Rome, 29 juin 1808) est un jurisconsulte italien.

## Biographie
Né à Bologne le 4 juin 1742, étudia le droit dans cette ville et se rendit à Rome où, à peine âgé de vingt-cinq ans, il fut nommé professeur adjoint de droit à l’université. L’année suivante, 1769, on lui confia la chaire de droit criminel. Il publia alors pour son cours un traité qui valut à l’auteur de flatteuses distinctions. Clément XIV lui fit une pension, et le cardinal Herzen lui offrit, au nom de l’Empereur d’Allemagne, la première chaire de droit à l’université de Pavie, tandis que, de son côté Catherine II, le faisait inviter à se rendre à Saint-Pétersbourg. Mais Renazzi était retenu à Rome par trop de liens pour accepter les offres des souverains étrangers ; une nombreuse famille, les bienfaits du souverain pontife, plusieurs emplois honorables et lucratifs dans la magistrature et l’administration, tout l’engageait à rester en Italie, et il y resta en effet. Ce ne fut qu’après trente-quatre ans de professorat qu’il demanda sa retraite, et encore y fut-il obligé par le mauvais état de sa santé. Le souverain pontife récompensa ses longs services en lui conservant tout son traitement et en lui conférant des lettres de noblesse, le 30 septembre 1803. Mais Renazzi ne put jouir que peu de temps de ces faveurs. Ses infirmités ne cessèrent de le tourmenter, et il mourut le 29 juin 1808. Ses restes furent déposés dans l’église Sant’ Eustachio, où on lit son épitaphe par l’abbé Cancellieri.

## Œuvres
- Index conclusionum in docisionibus S. Rotæ Romanæ, Rome, 1760, in-8° ;
- Pitonii Addit. ad disceptationes ecclesiast. opus posthumum recensuit Phil.-M. Renatius, Rome, 1767, in-8° ;
- Elementa juris criminalis, Rome, 1773-1775-1781, 3 vol. in-8°. Ces éléments furent adoptés par plusieurs universités, entre autres celle de Pise, et traduits en différentes langues. Ils ont été fréquemment réimprimés depuis à Venise, à Naples, avec des notes de Bernardo Ferrante ; à Sienne en 1794, avec d’autres ouvrages de Renazzi ; à Rome en 1802 et 1805, puis de nouveau en 1819, in-12 ; enfin à Bologne en 1825, 5 vol. in-12.
- De ordine seu forma judiciorum, etc., Rome, 1776, in-8° ; 2e édit., 1828, in-12 ;
- Oratio de studiis litterarum ad bonum reipub. referendis, Rome, 1781, in-8° ;
- De sortilegio et magia liber singularis, Venise, 1792, in-8°, réimprimé plusieurs fois ;
- Oratio de laudibus Leonis X, P. M., Rome, 1793, in-8° ;
- Comp. di teoria e pratica per uso de’ commissarii ed uffiziati della R. F. di S.-Pietro, Rome, 1793, in-8° ;
- Annali degli elementi di diritto criminale, Sienne, 1794, 1 vol. in-8°. Cet ouvrage a été traduit en latin sous le titre de Synopsis elementorum juris criminalis, Rome , 1828, in-8°.
- Stato della R. Fabrica di S.-Pietro dal 1783 al 1792, Rome, 1795, in-8° ;
- Notizie storiche degli antichi vice-domini del patriarcato lateranense e de’ moderni prefetti del S. Palazzo apostolico, Rome, 1796, in -8° ;
- Oratio de optimo studiorum fine adsequendo, Rome, 1796, in-8° ;
- Ragionamento sull’influenza della poesia sulla morale, Rome, 1797, in-8° ;
- Storia dell’università degli studi di Roma, etc., Rome, 1803-1804-1805-1806, 4 vol. in-8° ;
- Lettera al chiarissimo monsignor Brenciaglia, con cui s’illustra l’intaglio di un niccolo antico, Rome, 1805, in-8° ;
- Ricerche sulle varie maniere di contrar le nozze e sui loro diversi effetti presso gli antichi romani, Sienne, 1807, in-8°. Selon l’abbé Cancellieri, Renazzi a laissé en manuscrit des vers latins et italiens, différents discours académiques, une lettre à l’abbé dom Settimio Costanzi en réfutation du Contrat social, un parallèle de Denys d'Halicarnasse et de Plutarque, avec des notes sur les mariages des anciens Romains, en réponse aux Ricerche de l’abbé Consalve (Adorno, 1807, 1 vol. in-8°) ; enfin une Vie de Nicolas Zabatro.